# ドメニコ・ラガナ
ドメニコ・ラガナ（Domenico Lagana、1925年 - ）は評論家。

## 来歴
イタリア生まれ、アルゼンチン国籍。1972年日本ペンクラブ主催「日本研究国際会議」で来日、1974年国際交流基金のフェローシップで再来日。二年間滞在し「朝日新聞」に「ラガナ一家のニッポン日記」を連載。1977年三度目の来日をし、法政大学客員教授を務めた。

## 著書
- 『ラガナ一家のニッポン日記』文芸春秋　1974　のち角川文庫
- 『日本語とわたし』文芸春秋　1975
- 『続・ラガナ一家のニッポン日記』文芸春秋　1975　のち角川文庫
- 『紅毛碧眼日本語談義 ドメニコ・ラガナやまとことばをかたる』小学館創造選書　1979
- 『ラガナの文章修業』講談社　1979　『新編ラガナの文章修業』創拓社　1989
- 『ビアンカネラ物語』河出書房新社　1981
- 『ラガナのにっぽん子育て日記』河出書房新社　1981
- 『招かれざる客たち』筑摩書房　1983
- 『これは日本語か』河出書房新社　1988